# Powiat sulechowsko-świebodziński

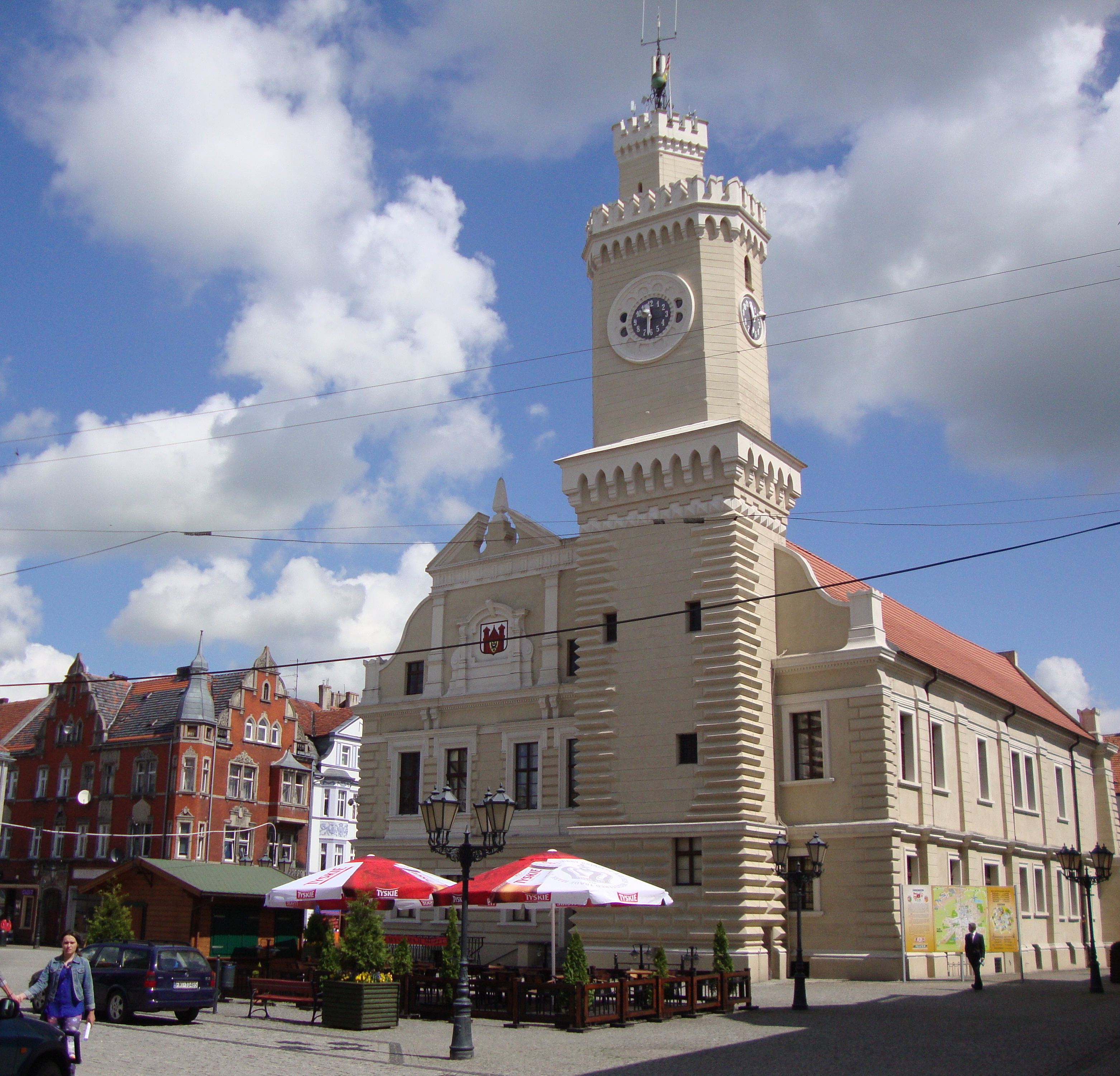
Ratusz świebodziński

Powiat sulechowsko-świebodziński (również powiat cylichowsko-świebodziński) – dawny powiat w Polsce (województwo poznańskie) z siedzibą w Świebodzinie, istniejący w latach 1945–1946, obejmujący części obszaru obecnych powiatów świebodzińskiego i zielonogórskiego (woj. lubuskie).
Po zakończeniu II wojny światowej na mocy porozumień pomiędzy zwycięskimi mocarstwami, okolice Sulechowa i Świebodzina (powiat Züllichau-Schwiebus) zostały przyłączone do Polski jako część tzw. Ziem Odzyskanych. Administracja polska została utworzona w Świebodzinie w 1945 r. i przejęła władzę nad powiatem sulechowsko-świebodzińskim, składającym się z 3 miast (Lubrza, Sulechów i Świebodzin) i 77 gmin.
W 1946 r. powiat sulechowsko-świebodziński przemianowano na powiat świebodziński. Na uwagę zasługuje fakt, iż powiat sulechowsko-świebodziński nie został podzielony na powiaty sulechowski i świebodziński. Powiat sulechowski utworzono dopiero 1 stycznia 1951, gdy przemianowano powiat babimojski na sulechowski. Zmianę nazwy uzasadniało wyłączenie części terenów z powiatów świebodzińskiego (m.in. Sulechowa) oraz zielonogórskiego i włączenie ich do powiatu babimojskiego (sulechowskiego).